# Cyclosa tripartita
Cyclosa tripartita là một loài nhện trong họ Araneidae.
Loài này thuộc chi Cyclosa. Cyclosa tripartita được Albert Tullgren miêu tả năm 1910.